# Triskell

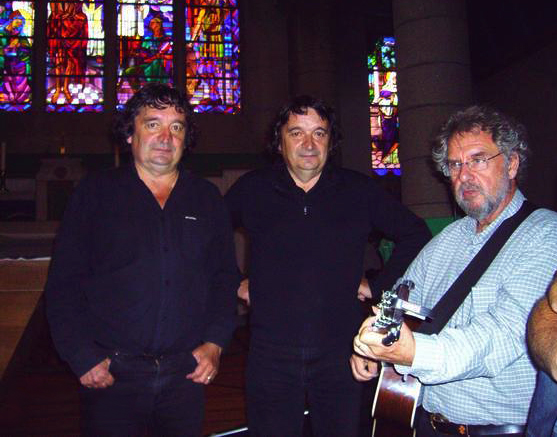
Die Brüder Quéfféléant mit Gilles Servat.

Triskell (früher An Triskell) ist eine französische Folk-Gruppe aus der Bretagne, die vorwiegend traditionelle bretonische Lieder interpretiert. Der Name bedeutet „Triskele“ (bzw. früher Die Triskele).

## Geschichte
Die Gruppe wurde 1970 von den Zwillingsbrüdern Pol und Hervé Quefféléant zusammen mit Alan Morizur gegründet.
Die Brüder bilden dabei die Konstante in häufiger wechselnden Besetzungen – z. B. Patrick Lehoux (Bassist), Jean-Louis Nouvel (Klavier und Gitarre), Pol Brief (Violine), Patrick Autorin (Klavier und Gitarre), Mickaël Cozien (Dudelsack) – und Kooperationen mit anderen Musikern. Dazu gehören u. a. Alan Stivell, Gilles Servat und Paco Diez.
Ein tragendes Instrument dieser Gruppe ist die keltische Harfe, die Ende der 1960er Jahre mit Alan Stivell eine musikalische Renaissance erlebte. Weitere typische Instrumente sind Bombarde, Dudelsack und Geige.
In Deutschland wurde An Triskell vor allem durch die Titelmusik Gwenn Glass Ruz zur Fernsehreihe Unter der Trikolore bekannt, die 1981 ausgestrahlt wurde.

## Diskografie
- 1971: Musiques celtiques – Philips – 6332 145
- 1973: Dañs plinn – Philips – 6325 063
- 1975: An Triskell – Velia – 2230016
- 1976: Kroaz hent – Le Chant du Monde – LDX 74613
- 1977: Harpe celtique – Le Chant du Monde – LDX 74640
- 1979: Troñ Doue – Philips – 9101 259
- 1983: C'était... – Stoof – MU 7489
- 1988: Ondée – Excalibur CD
- 1990: Barza Breiz – Excalibur – BUR827
- 1991: L'Albatros fou mit Gilles Servat
- 1992: Rowen tree – Keltia musique 35
- 1994: Triskell Harpes celtiques – Gravit 302183
- 1998: Daou – Keltia musique
- 2003: Télenn vor – Le Chant du Monde 274 1168